# Sevel Sud
Sevel Sud (Società Europea Veicoli Leggeri S.p.A.) es una joint venture italiana para la fabricación de vehículos comerciales grandes, propiedad a partes iguales entre Fiat Group Automobiles y el Groupe PSA. De su gestión se responsabiliza la primera.

## Historia
La fábrica de Sevel Sud produjo hasta 2016 la Fiat Ducato y los modelos equivalentes de PSA: la Citroën Jumper y la Peugeot Boxer.
La producción de la Primera generación de la Fiat Ducato y Fiat Talento comenzó en 1981. La capacidad de producción de la empresa es de 210000 vehículos y 5200 personas trabajando allí.
En Francia, también existe una fábrica de Sevel, llamada Sevel Nord. La misma se encarga de la producción del Peugeot 807/Citroën C8, y del Fiat Scudo/Citroën Jumpy/Peugeot Expert.

## Fábricas
Para llevar a cabo su producción, Sevel Sud cuenta con la fábrica de Sevel Val di Sangro.